# Shamokin Dam
Shamokin Dam é um distrito localizado no estado norte-americano de Pensilvânia, no Condado de Snyder.

## Demografia
Segundo o censo norte-americano de 2000, a sua população era de 1502 habitantes.
Em 2006, foi estimada uma população de 1457, um decréscimo de 45 (-3.0%).

## Geografia
De acordo com o United States Census Bureau tem uma área de
4,8 km², dos quais 4,7 km² cobertos por terra e 0,1 km² cobertos por água.

## Localidades na vizinhança
O diagrama seguinte representa as localidades num raio de 8 km ao redor de Shamokin Dam.